# Oruza fulviplaga
Oruza fulviplaga är en fjärilsart som beskrevs av W. Warren 1913. Oruza fulviplaga ingår i släktet Oruza och familjen nattflyn. Inga underarter finns listade i Catalogue of Life.